# SMS Streiter
SMS Streiter – austro-węgierski niszczyciel z początku XX wieku. Trzecia jednostka typu Huszár. Okręt wyposażony w cztery opalane węglem kotły parowe typu Yarrow. Zatonął 16 kwietnia 1918 roku po zderzeniu z SS „Petka”.